# Artur Gavrus
Artur Gavrus, född 3 januari 1994 i Ratichi, Belarus, är en belarusisk professionell ishockeyspelare (forward).

## Extern länk
- Presentation och statistik för Artur Gavrus som spelare  på Elite Prospects.